# フロリアン・カインツ
フロリアン・カインツ（Florian Kainz, 1992年10月24日 - ）は、オーストリア・シュタイアーマルク州出身のサッカー選手。1.FCケルン所属。オーストリア代表。ポジションはミッドフィールダー。

## 経歴

### クラブ
8歳でオーストリア・ブンデスリーガに属するSKシュトゥルム・グラーツの育成部門に入団。早い時期から頭角を現し弱冠16歳でオーストリア3部に所属するセカントチームでデビュー。17歳でプロ契約を結びトップチームに昇格する。
プロ契約初年度からチームの主力として定着、18歳になる直前にはUEFAヨーロッパリーグでセリエAの名門ユヴェントスFC戦で先発出場を果たす。
2013-14シーズンにはリーグ戦で33試合に出場し7得点4アシストを記録。シーズン終了後、合計14年間所属したSKシュトゥルム・グラーツを離れ、オーストリア・ブンデスリーガの強豪SKラピード・ウィーンに移籍する。
SKラピード・ウィーンでもチームの主力として活躍、2年目になる2015-16シーズンにはリーグ戦で33試合に出場し7得点19アシストを記録。
2016年7月にドイツ・ブンデスリーガに所属するヴェルダー・ブレーメンに移籍した。契約は2020年までの4年。
2019年1月、1.FCケルンへ2022年6月までの契約で完全移籍した。

### 代表
2010年にはオーストリアU-19代表、2011年からはオーストリアU-21代表でプレー。U-21代表では17試合に出場している。
2015年11月17日に行われたスイス代表戦で当時1.FSVマインツ05の主将であったユリアン・バウムガルトリンガーとの交代でオーストリア代表でデビューを果たした。

## タイトル

### クラブ
SKシュトゥルム・グラーツ
- オーストリア・ブンデスリーガ : 2010-11

1.FCケルン
- 2. ブンデスリーガ : 2018-19